# 2000 EK46
2000 EK46 är en asteroid i huvudbältet som upptäcktes den 9 mars 2000 av LINEAR i Socorro County, New Mexico.
Asteroiden har en diameter på ungefär 16 kilometer och den tillhör asteroidgruppen Hilda.